# Azlan Shah

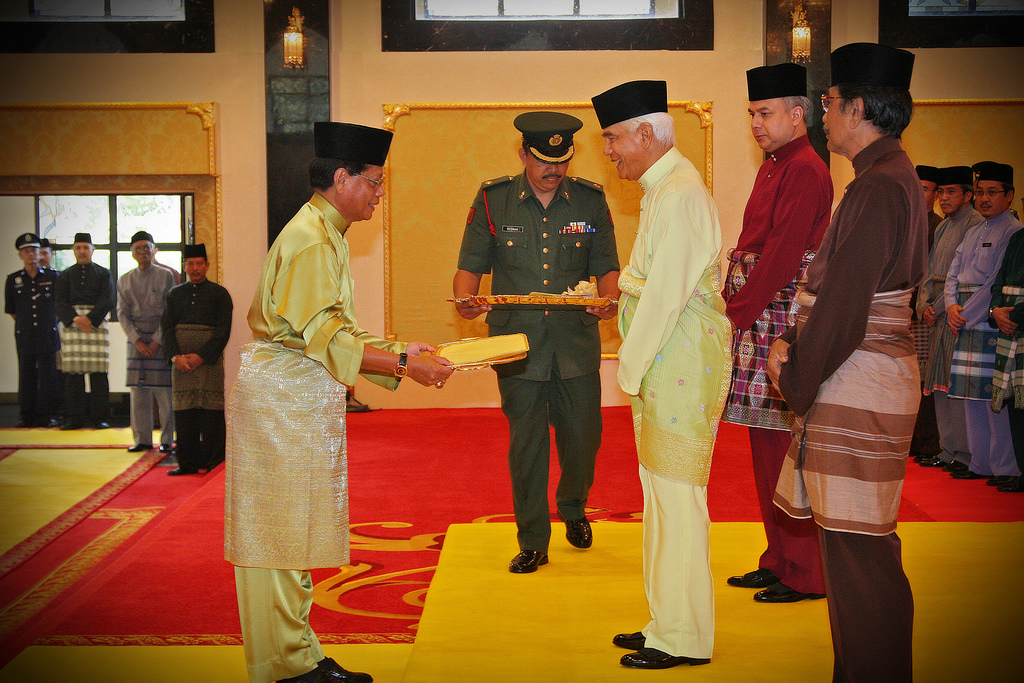
Der Sultan von Perak, Sultan Azlan Shah (rechts) und der Raja Muda Nazrin Shah (links) bei einer Verleihungszeremonie

Tuanku Muhibuddin Azlan Shah ibni al-Marhum Yusuf Izzuddin Shah Ghafarullahu-Lah (* 19. April 1928 in Batu Gajah, Perak, Malaysia; † 28. Mai 2014) war von 1984 bis zu seinem Tod Sultan von Perak und vom 26. April 1989 bis zum 25. April 1994 als Yang di-Pertuan Agong König von Malaysia.

## Leben
Nach dem Schulbesuch in Malaysia studierte er Rechtswissenschaften an der University of Nottingham und erhielt 1954 die Zulassung zum Rechtsanwalt in London. Nach der Rückkehr nach Malaysia wurde er Richter und zuletzt Lord President des Obersten Gerichtshofes.
1984 wurde er als Nachfolger seines Verwandten Idris Shah II. Sultan von Perak.
Am 2. März 1989 wurde er vom neunköpfigen Sultansrat zum Yang di-Pertuan Agong gewählt und damit zum Nachfolger von Mahmud Iskandar Ismail, dem Sultan von Johor, als König von Malaysia. Am 26. April 1989 trat er das Amt offiziell an und wurde damit zum neunten König Malaysias seit der Souveränität vom Vereinigten Königreich am 31. August 1957. Am 26. April 1994 folgte ihm Tuanku Jaafar, der Herrscher von Negeri Sembilan, als König Malaysias.
Neben seiner Tätigkeit als Herrscher von Perak war Sultan Azlan Shah auch Kanzler der Universität Malaya in Kuala Lumpur und Präsident der Asian Hockey Federation. Nach ihm wurde ferner der Sultan Azlan Shah Cup, ein Turnier für Hockey-Nationalmannschaften der Herren, sowie der Flughafen Sultan Azlan Shah in Ipoh benannt.